# كلاوديو أبادو
كلاوديو أبادو بالإنجليزية Claudio Abbado (م. 26 يونيو 1933 – و. 20 يناير 2014) مايسترو إيطالي.
يعد كلاوديو أبادو مايسترو خبير في الأوبرا وأيضا الحفلات الموسيقية، أضفى على عمله مجموعة غير عادية من الرشاقة والطاقة البدنية والصقل الذهني. في أفضل حالاته كانت ترجمته برامج الحفلات الموسيقية السيمفونية هي روائع درامية وأدائه في عرض الاوبرات يعتبر نموذج للدقة والمسرحية.
كان ابن لعازف كمان وصاحب نظريات يدعى مايكل انجلو أبادو، والاخ الأصغر للمؤلف مارتشيللو أبادو، فقضى طفولته في إيطاليا أثناء حكم موسوليني، وهو مكان غير مريح لأسرة فنية من المثقفين المعارضين للفاشية. تدرب مبدئيا على عزف البيانو، ثم درس قيادة الأوركسترا في كونسرفتوار ميلان وأكاديمية فيينا للموسيقى تحت إشراف هانز سفاروفكسي الشهير. في عام 1958 فاز بجائزة كوسفتزكي لقيادة الأوركسترا في تانجلوود وعام 1963 حصل على الجائزة الأولى في مسابقة متروبوليس، التي ادت بسلاسة إلى تدريبه لمدة خمسة أشهر مع أوركسترا نيويورك الفيلهارموني. من منتصف الستينات حتى منتصف الثمانينات، تضمن جدوله انشغاله المتكرر مع أوركسترا فيينا الفيلهارموني وأوركسترا برلين الفيلهارموني، وكذلك ظهوره أحيانا كمايسترو زائر مع اوركسترات أمريكية كبرى، بالأخص بوسطن وفيلادلفيا وشيكاغو، حيث كان مايسترو زائر اساسي من 1982 حتى 1985. على مدى ثلاثة عقود، من 1972 حتى 2002، شغل أربعة مناصب محترمة في العالم الاوبرالي والسيمفوني: قائد موسيقى لدار أوبرا لاسكالا في ميلان، ودار أوبرا فيينا، وأوركسترا لندن السيمفوني وأوركسترا برلين الفيلهارموني.
أثناء مدة بقاءه في لاسكالا تمتعت دار الأوبرا بعصر ذهبي – واتسع برنامج حفلاتها ليشمل المزيد من الأعمال باللغة الألمانية وأعمال القرن العشرين، كان الممثلين أفضل والأوركسترا احسن، وازدهر نشاط التسجيل، والإنتاج الجديد المغامر تم سنه. في مسرح فيينا شتاتوسبر، قاد إنتاج أعمال ساحقة لفيردي ومسورجسكي وديبوسي وبيرج. أثناء السنوات من 1987 حتى 1991 عمل أيضا مديرا موسيقيا عام لمدينة فيينا.
على المستوى السيمفوني، أصبح أبادو مايسترو رئيسي لأوركسترا لندن السيمفوني عام 1979 وعمل كمايسترو موسيقي من 1983 إلى 1988. بعد وفاة هيربرت فون كرايان، أعضاء أوركسترا برلين الفيلهارموني صوتوا لجعله اعتبارا من سنة 1990 مديرها الفني الخامس في تاريخها. تحت قيادة عصا ابادو استعادت الاوركسترا لمعانها سريعا التي فقدتها اثناء السنوات المتازمة الأخيرة من حكم كرايان، فطورت دفء جديد ومبهج. وضع أبادو دورات مبرمجة للحفلات مهداة لموضوعات معينة؛ موسيقى مستلهمة من شعر هولدرلين، أسطورة فاوست، أعمال تدور حول الدراما الإغريقية. عام 1998، المايسترو أعلن أنه سيتنحى عام 2002 ليكرس نفسه للقراءة والإبحار والتزلج. وكما اتضح خيم على آخر سنتين من عمره مرض السرطان، الذي تطلب منه استئصال المعدة بالكامل وجعله يخسر حفلات كثيرة مع ذلك نجح في إنهاء التزاماته في برلين في فوز، وعام 2003 مهرجان لوسيرن شكل أوركسترا مختارة خصيصا له ليقودها، مع الكثير من أفضل العازفين الصولو والاوركستراليين في أوروبا في مناصب اساسية.
برنامج حفلات ابادو مثل قيادة مركز بشدة بدلا منه شامل. في محوره ثلاثة اعمدة للتقليد السيمفوني الفيناوي: برامز وبيتهوفن ومالر. أيضا ناصر موسيقى تشايكوفسكي وبروكفييف والمدرسة الفيناوية الثانية خاصة بيرج وفيبرن ولويجي نونو ومجموعة من الموسيقيين من المدرسة التسلسلية من وسط وآخر القرن العشرين الضجة الشديدة التي ميزت قيادة أبادو حين كان في الثلاثينات آخر الامر افسحت المجال للمزيد من التناول المصقول وهو واحد اقترح اهتمام متزايد للوضوح البنائي. مثل أفضل أعماله في برلين، عكست أفضل جهوده في لوسيرن بما في ذلك اتحاده المنتصر مع اوركستراه القديمة عام 2004 توازن رائع للتكامل والكثافة التعبيرية.

## وصلات خارجية
- كلاوديو أبادو على موقع IMDb (الإنجليزية)
- كلاوديو أبادو على موقع الموسوعة البريطانية (الإنجليزية)
- كلاوديو أبادو على موقع مونزينجر (الألمانية)
- كلاوديو أبادو على موقع ميوزك برينز (الإنجليزية)
- كلاوديو أبادو على موقع إن إن دي بي (الإنجليزية)
- كلاوديو أبادو على موقع أول ميوزيك (الإنجليزية)
- كلاوديو أبادو على موقع ديسكوغز (الإنجليزية)
- كلاوديو أبادو على موقع قاعدة بيانات الفيلم (الإنجليزية)

1. ↑  أوبينبوليس، QID:Q3883862
2. ↑  "Lifetime Achievement" (بالإنجليزية). Gramophone.
3. ↑   https://www.praemiumimperiale.org/en/laureate-en/laureates-en. اطلع عليه بتاريخ 2022-03-19. {{استشهاد ويب}}: |url= بحاجة لعنوان (مساعدة) والوسيط |title= غير موجود أو فارغ (من ويكي بيانات) (مساعدة)
4. ↑  "Dettaglio decorato" (بالإيطالية). presidenza della Repubblica Italiana. Retrieved 2013-11-28.
5. ↑  MusicBrainz (بالإنجليزية), MetaBrainz Foundation, QID:Q14005
6. ↑  Discogs (بالإنجليزية), QID:Q504063
7. ↑  The NPR Listener's Encyclopedia of Classical Music [Ted Libbey]